# Virgin Islands Olympic Committee
Das Virgin Islands Olympic Committee (kurz: VIOC) ist das Nationale Olympische Komitee, das die Amerikanischen Jungferninseln vertritt. Es wurde 1966 gegründet und am 1. Januar 1967 vom Internationalen Olympischen Komitee anerkannt.

## Geschichte
1966 gründeten fünf Personen um den Athleten der Amerikanischen Jungferninseln bessere Chancen bei internationalen Wettkämpfen zu bieten das Virgin Islands Olympic Committee.
Die fünf Gründungsmitglieder waren:
- Len Stein (Präsident)
- Julio Francis-Edwards (Vizepräsident)
- Tracy Jaekel (Vizepräsidentin)
- Calvin Wheatley (Sekretär)
- Verne Callwood (Schatzmeister)

Folgende sechs Sportarten waren Teil des NOKs bei der Gründung: Leichtathletik, Segeln, Gewichtheben, Basketball, Fechten und Volleyball.
Die erste Teilnahme zur Probe hatte das NOK bei den Zentralamerika- und Karibikspielen 1966. Dabei konnten mehrere Sportler Medaillen gewinnen. Mit Jahreswechsel erhielt das VIOC eine Vollmitgliedschaft im Internationalen Olympischen Komitee.
1968 nahm das VIOC erstmals an Olympischen Sommerspielen teil. 1988 folgte die erste Teilnahme an Winterspielen. 
Mit Ausnahme der boykottierten Olympischen Sommerspielen 1980 in Moskau nahm das VIOC an allen Olympischen Sommerspielen, Zentralamerika- und Karibikspielen sowie Panamerikanischen Spielen teil. Inzwischen ist das VIOC von seinen sechs Mitgliedsverbänden bei der Gründung auf dreiundzwanzig Mitgliedsverbände gewachsen.

## Präsidenten
- 1966–1968: Len Stein
- 1968–1972: Calvin Wheatley
- 1972–1976: Lionel Todman
- 1976–1996: Edgar Iles
- 1996–2012: Hans Lawaetz
- 2012–0000: Angel Morales